# Хойёган
Хойёган (Овлихлоръёхан, Хойёхан) (устар. Хой-Юган) — река в Ханты-Мансийском АО России. Устье реки находится в 118 км по правому берегу реки Лямин 3-й. Длина реки составляет 75 км, площадь водосборного бассейна 1160 км².
Высота устья — 81 м над уровнем моря. Высота истока — 122,3 м над уровнем моря.

## Притоки
- 11 км: река без названия (пр)
- 65 км: Мойхорасъёхан (пр)

## Данные водного реестра
По данным государственного водного реестра России относится к Верхнеобскому бассейновому округу, водохозяйственный участок реки — Обь от города Нефтеюганск до впадения реки Иртыш, речной подбассейн реки — Обь ниже Ваха до впадения Иртыша. Речной бассейн реки — (Верхняя) Обь до впадения Иртыша.
Код Хойёгана общий с рекой Лямин 3-й — 13011100212115200046492.